# Manolo Falomir
Manuel, dit Manolo Falomir, né à Alcalà de Xivert le 18 août 1930 et décédé le 17 août 2005 à Peypin, est un raseteur français, deux fois vainqueur de la Cocarde d'or, dont une en tandem avec Roger Douleau. Deux mois après sa naissance, sa famille s'installe à Fontvieille en Provence. Il devient célèbre le 19 août 1951 en combattant dans les arènes de Fontvieille le célèbre taureau Vovo. Il a eu pour tourneur Léopold Dupont, d'Aimargues. Il repose au cimetière de Fontvieille.

## Palmarès
- Palme d'or : 1956, 1959
- Cocarde Mattei : 1953
- Gland d'or : 1956, 1957
- Trophée Joseph Guiraud : 1956
- Trophée des As : 1955, 1956, 1957
- Cocarde d'or : 1957, 1959[3]

## Postérité
Une rue de Fontvieille porte son nom. Le grand-prix Manolo-Falomir, devenu le souvenir Manolo-Falomir en 2006, lui rend hommage chaque année à Fontvieille.